# Dersörs grynnan
Dersörs grynnan är en ö i Finland. Den ligger i Norra kvarken och i kommunen Malax i landskapet Österbotten, i den västra delen av landet. Ön ligger omkring 24 kilometer sydväst om Vasa och omkring 370 kilometer nordväst om Helsingfors.
Öns area är 1,2 hektar och dess största längd är 190 meter i nord-sydlig riktning. Närmaste större samhälle är Malax, 16,5 km öster om Dersörs grynnan.